# 川井良介
川井 良介（かわい りょうすけ、1947年 - ）は、日本のメディア研究者、東京経済大学コミュニケーション学部教授。専門は、出版論、雑誌論。

## 経歴
1972年に明治大学商学部を卒業し、1976年に明治大学大学院政治経済学研究科修士課程を修了した（政治学修士）。1979年、上智大学大学院文学研究科博士課程単位取得（新聞学専攻）。
大学院を離れて以降は、藤竹暁・山本明 編『図説 日本のマスコミュニケーション』の編集作業の裏方を務め、分担執筆も行なったり、清水英夫の推薦を得て『世界大百科事典』（平凡社）や『日本大百科全書』（小学館）に寄稿するなど、専業非常勤講師の立場で教育・研究活動に従事した。川井自身をこの時期を「高学歴フリーターの生活」であったと回顧している。
1991年に新設された山梨英和短期大学情報文化学科の助教授となり、1997年に教授に昇任、さらに、2001年に東京経済大学コミュニケーション学部教授となった。東京経済大学では、大学院コミュニケーション学研究科委員長も務めた。
日本出版学会第9代会長（2008年-2014年）。

## おもな著書

### 単著
- 世論とマス・コミュニケーション、ブレーン出版、1987年

### 編著
- 出版メディア入門、日本評論社、2006年（第2版、2012年）